# Veit Hornung
Veit Hornung (* 15. April 1976 in München) ist ein deutscher Mediziner (Immunologie). Er war Professor in Bonn und ist Professor an der Ludwig-Maximilians-Universität München.

## Leben
Hornung studierte nach dem Abitur in Pullach 1995 Humanmedizin an der Ludwig-Maximilians-Universität München mit dem Staatsexamensabschluss und der Promotion summa cum laude 2003 (Immunstimulatorische DNA: Wirkung auf Effektorlymphozyten des angeborenen und adaptiven Immunsystems). Nach seiner Promotion war er bis Ende 2006 Assistent in der Abteilung für Klinische Pharmakologie der LMU München bei Stefan Endres. Bis 2008 arbeitete er als Post-Doktorand an der University of Massachusetts Medical School in Worcester (USA) und 2008 wurde er Professor für Klinische Biochemie an der Universität Bonn. Von 2014 bis 2015 leitete er dort das Institut für Molekulare Medizin. Im Oktober 2015 folgte er dem Ruf an die Ludwig-Maximilians-Universität in München.
Er erforschte verschiedene für Bakterien und Viren spezifische Rezeptoren in der angeborenen Immunabwehr. Das angeborene Immunsystem besitzt Muster-Erkennungs-Rezeptoren (PRR) für körperfremde potentiell pathogene Elemente (PAMP) oder die durch diese ausgelöste Stressantwort des Körpers (DAMP). Beispielsweise identifizierte er mit anderen den Rezeptor für doppelsträngige virale DNA AIM-2, der sich im Zytoplasma von Zellen befindet (deshalb zytosolische Rezeptoren genannt) und bei dem AIM für „nicht in Hautkrebszellen“ steht (Absence in Melanoma), und er klärte die Wirkungsweise von zytosolischen PRRs für RNA-Viren (RIG-1 artige Helikasen), die die virale RNA über die für diese typische Triphosphatgruppe am 5´-Ende der RNA aufspüren. Bei körpereigener RNA ist dort ein anderes Schlussteil oder die körpereigene RNA entgeht durch posttranskriptionale Änderungen der Erkennung durch diese Immunrezeptoren. Hornung arbeitet auch an der genauen Aufklärung der Immunantwort nach Detektion der viralen RNA. Weitere von ihm untersuchte Immunrezeptoren sind Inflammasom-Komplexe, die bei Infektionen bzw. Entzündungsreaktionen Zytokine aktivieren. Beispielsweise war er an der Identifizierung der Rolle des NLRP3 Inflammasoms bei der Entzündungsreaktion auf Cholesterol-Kristalle (und damit der Entstehung von Arteriosklerose) beteiligt.
Die Forschungen trugen zu einem neuen Interesse am Angeborenen Immunsystem bei, das man im Gegensatz zum Adaptiven (Erworbenen) Immunsystem (mit T- und B-Zellen) bis dahin für relativ primitiv und uninteressant gehalten hatte. Dies änderte sich allerdings mit der Identifizierung mehrerer TLRs des Angeborenen Immunsystems in den 1990er Jahren durch den Nobelpreisträger Bruce Beutler und Shizuo Akira.
Zu den Mitgliedern seines Labors in Bonn gehörte auch Andrea Ablasser, die 2014 den Nachwuchspreis des Paul-Ehrlich-und-Ludwig-Darmstaedter-Preises erhielt für Arbeiten, die sich auch in mehreren gemeinsamen Publikationen über zystolische DNA-Sensoren und einen neuartigen Botenstoff der angeborenen Immunantwort niederschlugen.
Die Forschungen haben Anwendungen unter anderem bei Impfstoffen, Autoimmunkrankheiten und Entzündungsreaktionen Neugeborener.
2007 erhielt er den Heinz Maier-Leibnitz-Preis, 2010 den Paul-Martini-Preis (mit Jürgen Ruland) und 2009 erhielt er einen Starting Grant des European Research Council. Er war Stipendiat der Studienstiftung des Deutschen Volkes. 2015 wurde Hornung in die European Molecular Biology Organization gewählt. Am 25. Mai 2016 wurde er zum Mitglied (Matrikel-Nr. 7689) der Deutschen Akademie der Naturforscher Leopoldina gewählt. Für 2018 wurde Hornung ein Gottfried-Wilhelm-Leibniz-Preis zugesprochen, für 2020 der William B. Coley Award. 2018 erhielt er den Liliane Bettencourt Preis für Biowissenschaften für seine Forschungsarbeit über Entzündungsreaktionen die das angeborene Immunsystem bewirkt, speziell das dabei involvierte Protein NLRP3, einem Inflammosom. 2025 wurde er mit dem Louis-Jeantet-Preis ausgezeichnet.

## Schriften (Auswahl)
- mit J. Ellegast, S. Kim, K. Brzozka, A. Jung, H. Kato, H. Poeck, S. Akira, K. K. Conzelmann, M. Schlee, S. Endres, G. Hartmann: 5'-Triphosphate RNA is the ligand for RIG-I. Science, Band 314, 2006, S. 994–997.
- mit W. Barchet, M. Schlee, G. Hartmann: RNA recognition via TLR7 and TLR8, Handbook of Experimental Pharmacology, 2008, S. 71–86.
- mit F. Bauernfeind: TLR2 joins the interferon gang, Nature Immunolology, Band 10, 2009, S. 1139–41.
- mit A. Ablasser, M. Charrel-Dennis, F., Bauernfeind, G. Horvath, D. R. Caffrey, E. Latz, K. A. Fitzgerald: AIM2 recognizes cytosolic dsDNA and forms a caspase-1-activating inflammasome with ASC, Nature, Band 458, 2009, S. 514–518.
- mit Ablasser, Bauernfeind, Hartmann, Latz, Fitzgerald: RIG-I-dependent sensing of poly(dA:dT) through the induction of an RNA polymerase III-transcribed RNA intermediate, Nature Immunology, Band 10, 2009, S. 1065–1072.
- mit H. Poeck, Endres, Hartmann u. a.: Recognition of RNA virus by RIG-I results in activation of CARD9 and inflammasome signaling for interleukin 1beta production, Nature Immunology, Band 11, 2010, S. 63–69.
- mit Eicke Latz: Intracellular DNA recognition, Nature Review Immunology, Band 10, 2010, S. 123–130.
- mit Rathinam, Latz, Fitzgerald u. a.: The AIM2 inflammasome is essential for host defense against cytosolic bacteria and DNA viruses, Nature Immunology, Band 11, 2010, S. 395–402.
- mit Duewell, Latz u. a.: NLRP3 inflammasomes are required for atherogenesis and activated by cholesterol crystals, Nature, Band 464, 2010, S. 1357–1361.
- mit A. K. Mankan: Retroviral danger from within: TLR7 is in control, Immunity, Band 37, 2012; S. 763–766.
- mit Bauernfeind: Of inflammasomes and pathogens - sensing of microbes by the inflammasome, EMBO Mol. Med., Band 5, 2013, S. 814–826
- mit Civril, Deimling, de Oliveira Mann, Ablasser, Oldt, Wite, Hopfner: Structural mechanism of cytosolic DNA sensing by cGAS, Nature, Band 498, 2013, S. 332–337 Abstract
- mit Ablasser, Goldeck, Cavlar, Deimling, Witte, Röhl, Hopfner, Ludwig: cGAS produces a 2′-5′-linked cyclic dinucleotide second messenger that activates STING, Nature 498, 2013, 380–384, Abstract
- mit Ablasser, Jonathan Schmid-Burgk, Hemmerling, Horvath, Schmidt, Latz: Cell intrinsic immunity spreads to bystander cells via the intercellular transfer of cGAMP, Nature, Band 503, 2013, S. 530–534, Abstract